# Wampanoags
Le peuple Wampanoag, parfois Wompanoag ou Wampanig, est un peuple amérindien composé de cinq tribus : les Assonet, les Gay Head, les Herring Pond, les Mashpee et les Nemasked.

## Histoire
Le peuple Wampanoag vivait au XVIIe siècle dans les actuels États du Massachusetts et du Rhode Island. Après les premiers contacts avec les Anglais, qui ont entraîné conflits et épidémies, les chiffres de la population ont chuté de près de 90 % pour atteindre 12 000 membres à l'époque de l'arrivée des Pères pèlerins en 1620 dans la future colonie de Plymouth. 
Les Wampanoags contribuèrent d'ailleurs à sauver les colons de la famine en leur offrant de la nourriture, ainsi qu'en leur apprenant à pêcher, chasser et cultiver du maïs. La célébration de la première récolte en 1621 donna lieu à un repas commun entre Amérindiens et pèlerins de Plymouth, événement commémoré de nos jours chaque année aux États-Unis par la fête de Thanksgiving. 
Néanmoins les Européens les contraignent à renoncer à leur religion et à une grande part de leurs traditions. Les échanges vont cependant dans les deux sens, les colons se faisant également influencer : ainsi, Jill Lepore, auteur d'un livre sur la guerre du Roi Philip qui opposa en 1675-1676 les Wampanoags aux colons, dresse un « tableau fascinant de sociétés entremêlées, d'Indiens pour partie christianisés et alphabétisés côtoyant des puritains craignant leur propre ensauvagement. Une indistinction inquiétante pour beaucoup, que la guerre aura pour fonction et pour résultat de clarifier, dans le sang ».
Bien que l'épisode à l'origine de Thanksgiving soit très connu, le nom et l'histoire de ce peuple restent largement ignorés par la population américaine.

## Sachems
| nom indigene | nom des colonisateurs | temps du reigne | parenté               | remarques                         |
| ------------ | --------------------- | --------------- | --------------------- | --------------------------------- |
| Wasamegin    | Massasoit             | avant 1621-1662 |                       | Brother 'Quadequina' as Co-Sachem |
| Wamsutta     | Alexander Pokanoket   | 1662            | fils du prédécesseur  |                                   |
| Metacomet    | Philip Pokanoket      | 1662-1676       | frère du prédécesseur |                                   |

## Langue
Les Wampanoags parlaient à l'origine le wôpanâak, également appelé massachusett, une langue de la famille des langues algonquiennes. L'acculturation forcée par les immigrants européens mène à une disparition rapide de la langue, qui n'est plus du tout parlée à partir du milieu du XIXe siècle. En 1994, une femme Wampanoag nommée Jessie Baird (de son nom tribal « Little Doe ») déclare avoir reçu en rêve des messages de ses ancêtres en wôpanâak et se lance dans un projet de reconstruction de la langue traditionnelle. En liaison avec les linguistes du MIT Kenneth Hale et Norvin Richards, et grâce à des archives écrites rédigées en wôpanâak (dont une Bible), un dictionnaire de 11 000 mots est produit pour lancer le réapprentissage de la langue. Le projet est couronné d'un certain succès puisque de nombreux membres de la communauté apprennent la langue. La fille de Jessie Baird est élevée en wôpanâak, ce qui en fait la première locutrice native depuis sept générations.
Plusieurs mots courants de la langue anglaise sont dérivés du wôpanâak, comme « pumpkin » (pôhpukun, la citrouille) ou « moccasin » (mahkus, le mocassin). C'est également de la langue wôpanâak que le mot « squáas » (aussi écrit « sqwa » et « squaw ») tire ses origines.  Le terme est employé dans le dictionnaire Natick dans le sens de « femelle », tandis que c'est le mot « mittamus » qui désigne « femme » ou « épouse ». Dans ce dictionnaire de 1903, James Hammond Trumbull précise que la racine « squa » ne s'emploie pas pour former des mots mais des formes verbales. 
Chez les autres nations de la famille linguistique algonquienne, le suffixe ou préfixe « sqw » fait partie d'un mot composé, et ne peut être utilisé seul. Ainsi, en langue micmac « nitapsqw » désigne une femme amie, « gisigui'sgwaq » désigne une vieille femme, et « saqama'sqw » (aussi écrit « saqama'sgw ») désigne une femme chef. En langue algonquine le mot « Ikwe » désigne une femme, le mot « nidobaskwa » désigne une femme amie, « manigebeskwa » signifie femme des bois, « Squawachem » désigne une femme de haut rang, une femme chef. En langue abénaqui on chante une chanson de nativité qui a pour titre « nuncksquassis », ce qui peut se traduire par « petit bébé femme » (« little woman baby »).

### Documentaire
- We Still Live Here - Âs Nutayuneân, film de 2010 réalisé par Anne Makepeace[8].